# Qara Qarayev
Qara Əbülfəz oğlu Qarayev, Kara Abulfaz ogły Karajew (ur. 5 lutego 1918 w Baku, zm. 13 maja 1982 w Moskwie) – azerski kompozytor. Napisał blisko 110 utworów, w tym balety, opery, dzieła kameralne, symfoniczne, solowe na fortepian, kantaty, pieśni i marsze .

## Życiorys
Pochodził ze znanej w Baku rodziny pediatrów, jego ojcem był lekarz Abulfaz Qarayev, a matką poetka Sona Axundova-Qarayeva. Rozpoczął edukację muzyczną w wieku ośmiu lat w Baku. Jego pierwsza kompozycja, kantata Könül mahnısı, powstała w 1938 roku – została zagrana w Moskwie i zwróciła uwagę Stalina. Po tym wydarzeniu został studentem moskiewskiego konserwatorium, gdzie uczył się m.in. u Dmitrija Szostakowicza. 
W 1945 skomponował wraz z Cövdətem Hacıyevem operę Vətən, za którą otrzymał Nagrodę Stalinowską. W 1948 roku za operę Leyli və Məcnun otrzymał po raz drugi tę nagrodę. W tym samym roku został rektorem Akademii Muzycznej (Hacıbəyov adına Bakı Musiqi się Akademiyası) w Baku. W 1952 napisał balet Siedem krasawic (azer. Yeddi gözəl), wystawiony w azerskim Teatrze Opery i Baletu. Jego kolejny balet, İldırımlı yollarla, wystawiony w 1958 roku, został poświęcony konfliktom rasowym w Afryce Południowej. W tymże roku, napisał także scenariusz do filmu Historia o robotnikach naftowych znad Morza Kaspijskiego reżyserowanego przez Romana Karmena. Qarayev z Tichonem Chriennikowem byli jedynymi radzieckimi kompozytorami biorącymi udział w pierwszym Międzynarodowym Festiwalu Muzyki w Los Angeles, zorganizowanym przez Uniwersytet Kalifornijski, na którym piętnastu kompozytorów z siedmiu krajów prezentowało swoje dzieła, wśród nich znaleźli się np. Arnold Schönberg czy Igor Strawinski. W 1962 roku kompozytor został członkiem Rady Najwyższej ZSRR przez co odwiedził takie kraje, jak Stany Zjednoczone, Liban, czy Etiopię, a także Polskę w 1972 roku .